# Aeroportul Regional Elmira Corning
Aeroportul Regional Elmira Corning (IATA: ELM, ICAO: KELM, FAA LID: ELM) este un aeroport din New York, Statele Unite ale Americii ce deservește zona Elmira⁠(d). Aeroportul a fost tranzitat în 2019 de 312.880 de pasageri. A fost numit după zona deservită.
Situat la o altitudine de 291 m, aeroportul dispune de 2 piste.

## Infrastructură

### Piste
Aeroportul dispune de 2 piste. Pista 06/24 are suprafața de asfalt și dimensiunile 8.001 picioare × 150 picioare. Pista 10/28 are suprafața de asfalt și dimensiunile 5.404 picioare × 150 picioare. 